# Beatrice di Borgogna
Beatrice di Borgogna (1145 – Jouhe, 15 novembre 1184) fu contessa di Borgogna, dal 1148 e, in quanto seconda moglie del Barbarossa, imperatrice dei Romani, dal 1167 e regina del regno di Arles, dal 1178, alla sua morte.

## Origine
Beatrice era l'unica figlia del conte di Mâcon, conte di Vienne e conte di Borgogna Rinaldo III, come ci conferma la Continuatio Admuntensis e della moglie (come ci viene confermato dalle Gesta Friderici Imperatoris Ottonis Frisingensis) Agatha di Lorena († dopo il 1148), figlia di Simone I di Lorena, sempre secondo le Gesta Friderici Imperatoris Ottonis Frisingensis e di Adelaide di Lovanio.
Rinaldo era il figlio maschio primogenito del conte di Mâcon e conte di Vienne Stefano I detto l'Ardito, che, nel 1097, divenne anche reggente della Franca Contea di Borgogna e di Beatrice di Lorena (?- ca. 1116), figlia del conte di Metz e Chatenoy e duca di Lorena, Gerardo I, come ci viene confermato dal documento n° 3791 del Recueil des chartes de l'abbaye de Cluny. Tome 5 (anche se il nome di Beatrice non viene citato, ma viene confermato dalla nota della pagina successiva); Rinaldo infatti viene citato nella Chronica Albrici Monachi Trium Fontium assieme alla sorella Isabella ed al fratello, Guglielmo (Elizabeth sororem comitis Raynaldi de Burgundia et comititis Guilelmi de Ultrasagonnam).
Beatrice era pronipote di Guido di Borgogna (1050-1124), futuro papa con il nome di Callisto II e di Raimondo di Borgogna (circa 1062 – 1107), futuro conte di Galizia e di Coimbra e futuro padre del re Alfonso VII di Castiglia che sarà detto l'imperatore di Spagna.

## Biografia

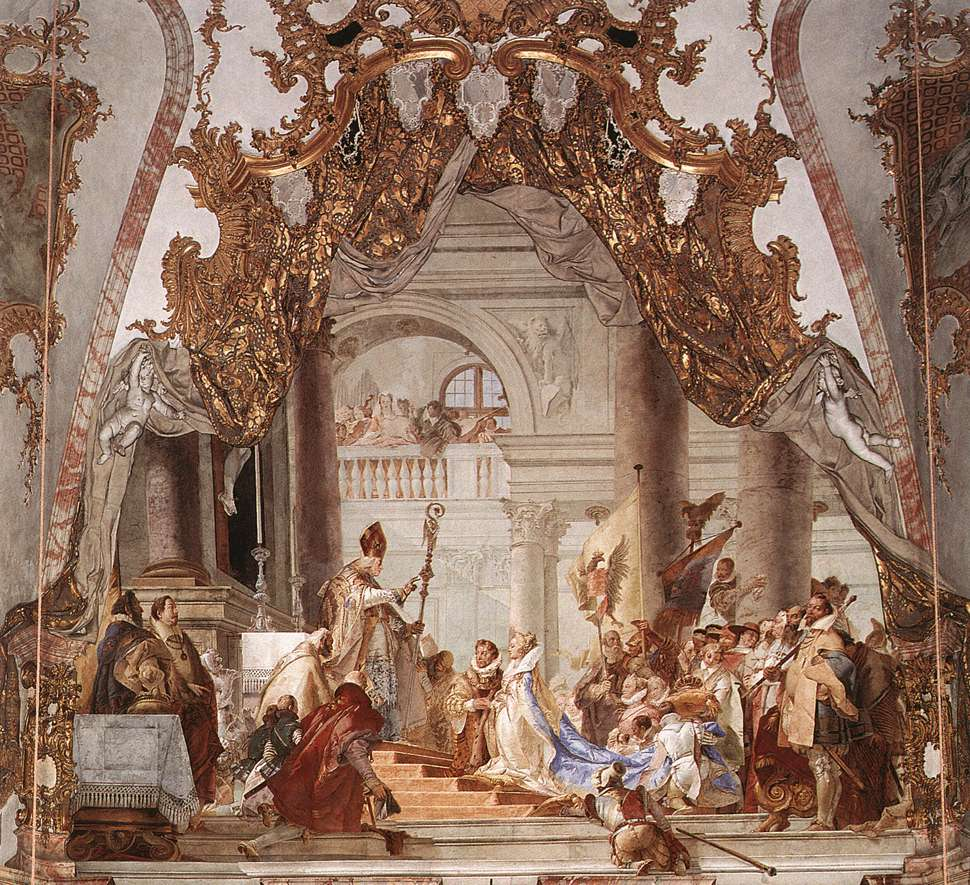
Matrimonio di Beatrice di Borgogna e Federico Barbarossa
Giovanni Battista Tiepolo, 1751.

Nel periodo di tempo che precedette la sua nascita, a suo padre, Rinaldo, venne riconosciuto il titolo franc-compte, che significa "conte libero", da cui derivò il nome della regione Franche-Comté, nonostante fosse stato sconfitto da Corrado I di Zähringen Rector Burgundiae (dopo la morte del precedente conte di Borgogna, Guglielmo, detto il Bambino, senza eredi, nel 1127, secondo lo storico tedesco Horst Fuhrmann, nel suo Deutsche Geschichte im hohen Mittelalter. Von der Mitte des 11. bis zum Ende des 12. Jahrhunderts il nuovo re dei Romani, Lotario II di Supplimburgo, per imporre la propria autorità nel regno di Arles o delle due Borgogne, concesse allo zio materno di Guglielmo, detto il Bambino, Corrado I di Zähringen, il titolo e le funzioni di Rector Burgundiae, con lo scopo di salvaguardare gli interessi del regno di Germania nelle contee del regno di Arles, arrestandone soprattutto il graduale processo di distacco della contea di Borgogna dall'impero), e consegnato a Lotario, che gli confiscò la contea; Rinaldo però si oppose fieramente e riuscì a mantenere il controllo di quasi tutta la contea, cedendo a Corrado l'autorità solamente le terre ad est del massiccio del Giura; infatti secondo il documento n° 103 della Lettre touchant Beatrix comtesse de Chalon, datato 1148 e inerente ad una donazione alla cattedrale di Besançon, Rinaldo viene citato come conte di Borgogna (Raynaldus Burgundiæ comes).
La morte di Rinaldo, secondo gli Obituaires de la province de Sens. Tome 1 / Tome 1 / Partie 1 /I, Prieuré de Saint-Martin-des-Champs, avvenne il 15 gennaio (XVIII Kal Feb) del 1148, come ci viene confermato dalla nota n° 8 degli stessi Obituaires de la province de Sens. Tome 1 / Tome 1 / Partie 1 /I, Prieuré de Saint-Martin-des-Champs; la data della morte, 15 gennaio, viene confermata anche dai Necrologium ecclesiæ sancti Petri Matisconensis; Beatrice, all'età di tre anni, gli succedette nel titolo di contessa di Borgogna, e fu posta sotto la tutela dello zio, Guglielmo III di Mâcon o Guglielmo IV di Borgogna, conte di Mâcon, di Vienne e d'Auxonne, che governò in sua vece.
Lo zio, Guglielmo IV, non si accontentò della reggenza ma cercando di appropriarsi dei beni e dei titoli di Beatrice, tenendola praticamente prigioniera, tentò di spodestare la nipote, impossessandosi di tutti i suoi beni.
L'imperatore Federico Barbarossa, nel 1152, dopo aver confermato, Rettore di Borgogna, Bertoldo IV di Zähringen, al posto del padre, Corrado I di Zähringen, morto in quello stesso anno, gli diede l'incarico di contrastare le brame di Guglielmo IV, concedendogli piena autonomia in Borgogna e Provenza, ma pare senza grande successo.
Nel 1153, la corte del regno di Arles o delle due Borgogne, presieduta da Federico in persona, fu convocata a Besançon per imporre la propria autorità sul regno; Guglielmo IV si presentò ma sembra che non furono presi provvedimenti contro di lui, per il possesso della contea di Borgogna.
Nel 1156, il giorno di Pentecoste (17 giugno), a Würzburg Federico Barbarossa, che tre anni prima aveva ottenuto la dichiarazione di nullità del matrimonio con la prima moglie, Adelaide di Vohburg, sposò Beatrice, appena undicenne, che gli portò in dote la contea di Borgogna, vanificando il tentativo di Guglielmo di impossessarsi della contea di Borgogna; Federico Barbarossa era figlio di Federico II duca di Svevia, come ci conferma l'albero genealogico nella Wibaldi Epistolæ n° 408 della Bibliotheca Rerum Germanicarum, Tome I e della moglie, Giuditta di Baviera, come ci conferma la Historia Welforum Weingartensis, figlia del duca di Baviera, Enrico IX, detto il Nero e sorella del duca di Baviera di Sassonia e marchese di Toscana, Enrico il Superbo.
Comunque Guglielmo continuò a governare la contea di Borgogna sino alla sua morte, che avvenne non molto tempo dopo, prima dell'ottobre 1157. Solo allora il nuovo conte consorte di Borgogna, Federico Barbarossa giunse a Besançon, dove, nell'ottobre 1157, tenne una dieta, con tutta la magnificenza imperiale, in cui tutti i nobili ed i vescovi della contea di Borgogna si affrettarono ad andare a rendergli omaggio.
Dopo che suo marito, l'imperatore Federico aveva iniziato con papa Alessandro III una lotta per imporre l'autorità imperiale alla chiesa, nel 1167, entrò in Roma con la forza e, il 24 luglio, oltre a farsi incoronare imperatore, per la seconda volta, dal papa Pasquale III fece incoronare Beatrice imperatrice; durante la lotta con papa Alessandro III, Federico Barbarossa, che governava la contea in nome della moglie, ebbe l'appoggio della nobiltà non solo di Borgogna ma di tutto il regno di Arles, ad eccezione del conte di Moriana e Savoia, Umberto III.
Dopo la sconfitta subita a Legnano, nel 1176, gli appoggi alla sua politica declinarono e per potersi ritirare dall'Italia si dovette comprare l'appoggio del conte di Moriana, Umberto III.
Nel 1177, dopo aver fatto la pace con Alessandro III, Federico e Beatrice si recarono ad Arles dove, dal metropolita di Arles, vennero incoronati, in pompa magna, re di Arles (o re delle due Borgogne), alla presenza di moltissimi ecclesiastici e nobili del regno tra cui spiccava Raimondo V di Saint-Gilles, conte di Tolosa e marchese di Provenza. In questa circostanza furono concessi parecchi privilegi, soprattutto agli ecclesiastici, in particolare ai vescovi di Ginevra e Sion, in lotta con il conte Umberto III, e a quelli di Valence e Die in lotta con i conti di Valentinois.
Beatrice morì all'età di circa quarant'anni, a Jouhe, il 15 novembre del 1184, lasciando erede il marito Federico Barbarossa; gli Annales Stadenses ne riportano la morte nel 1185.
Beatrice riposa nella cripta della cattedrale di Spira, assieme alle spoglie della figlia Agnese, morta in quello stesso anno (la voce in tedesco mostra la lapide nel duomo di Spira); mentre il suo cuore dovrebbe essere conservato nella vecchia abbazia benedettina di Jouhe-lès-Dole.

## Discendenza
Beatrice a Federico diede 11 figli: 
- Beatrice (circa 1160[25] o prima[27]- † prima del 1174[25] o 1181[27]); che nel 1173 circa aveva sposato Guglielmo II di Chalon[27] detto Guillaume de Thiers (*ca 1120 +3.1.1202).
- Federico (16 luglio 1164 - † 28 novembre 1168/1170), duca di Svevia dal 1167[25].
- Enrico VI di Svevia[26] (novembre 1165 - 28 settembre 1197), Imperatore dei Romani, re dei Romani e d'Italia (1190-1197) e dopo il matrimonio con Costanza d'Altavilla (1154 - 27 novembre 1198), figlia del re Ruggero II, re di Sicilia (1194-1197).
- Corrado, poi nominato Federico[26] (16 aprile 1167 - 20 gennaio 1191), duca di Svevia (1170-1191
- Sofia (ottobre 1168 - 1187), come confermano le Europäische Stammtafeln[28], vol II, cap. 200 (non consultate)[25], che avrebbe sposato, nel 1187, Guglielmo VI del Monferrato[25], oppure Guglielmo VI di Montfort (+1225)[27]
- Ottone[26] (giugno-luglio 1170 - 13 gennaio 1200), conte di Borgogna (1190-1200).
- Corrado[26] (febbraio-marzo 1172 - 15 agosto 1196), duca di Rottenburg (1189-1191) e poi duca di Svevia (1191-1196); nel 1196 fu combinato il matrimonio tra Corrado e l'erede al trono di Castiglia, Berengaria di Castiglia (1º giugno 1180 - 8 novembre 1246), figlia del re Alfonso VIII di Castiglia. Il matrimonio non fu celebrato per la morte di Corrado.
- Rinaldo (ottobre-novembre 1173 - † bambino), sepolto nell'abbazia di Lorch[25]
- Guglielmo (giugno-luglio 1176 - † bambino), sepolto nell'abbazia di Lorch[25]
- Filippo[26] (22 luglio 1177 - 21 giugno 1208) duca di Svevia e d'Alsazia (1196-1208) e re dei Romani e d'Italia (1198-1208), sposò Irene Angelo (1181 - 27 agosto 1208), figlia dell'imperatore di Bisanzio Isacco II Angelo.
- Agnese (1179 - 8 ottobre 1184), riposa nella cripta della cattedrale di Spira, assieme alle spoglie della madre[24].

## Riferimenti nella letteratura
- Di Beatrice si parla nel romanzo storico Baudolino di Umberto Eco, scritto nel 2000 e pubblicato da Bompiani, in cui il giovane contadino Baudolino, adottato dall'imperatore, Federico Barbarossa, portato a corte, si innamora della madre adottiva, Beatrice.

## Ascendenza
|                         |                        |                             | Genitori                  |  |  | Nonni |  |  | Bisnonni                |  |  | Trisnonni             |  |
|                         |                        |                             |                           |  |  |       |  |  | Guglielmo I di Borgogna |  |  | Rinaldo I di Borgogna |  |
|                         |                        |                             |                           |  |  |       |  |  | Guglielmo I di Borgogna |  |  | Rinaldo I di Borgogna |  |
|                         |                        | Alice di Normandia          |                           |  |  |       |  |  | Guglielmo I di Borgogna |  |  |                       |  |
| Stefano I di Mâcon      |                        |                             |                           |  |  |       |  |  | Guglielmo I di Borgogna |  |  |                       |  |
|                         |                        | Stefania di Vienne          | …                         |  |  |       |  |  |                         |  |  |                       |  |
|                         |                        | Stefania di Vienne          | …                         |  |  |       |  |  |                         |  |  |                       |  |
|                         |                        | Stefania di Vienne          | …                         |  |  |       |  |  |                         |  |  |                       |  |
| Rinaldo III di Borgogna |                        | Stefania di Vienne          |                           |  |  |       |  |  |                         |  |  |                       |  |
|                         |                        | Gerardo di Lorena           | Gerardo IV di Bouzonville |  |  |       |  |  |                         |  |  |                       |  |
|                         |                        | Gerardo di Lorena           | Gerardo IV di Bouzonville |  |  |       |  |  |                         |  |  |                       |  |
|                         |                        | Gerardo di Lorena           | Gisella                   |  |  |       |  |  |                         |  |  |                       |  |
| Beatrice di Lorena      |                        | Gerardo di Lorena           |                           |  |  |       |  |  |                         |  |  |                       |  |
|                         |                        | Edvige di Namur             | Alberto I di Namur        |  |  |       |  |  |                         |  |  |                       |  |
|                         |                        | Edvige di Namur             | Alberto I di Namur        |  |  |       |  |  |                         |  |  |                       |  |
|                         |                        | Edvige di Namur             | Ermengarda di Lotaringia  |  |  |       |  |  |                         |  |  |                       |  |
| Beatrice di Borgogna    |                        | Edvige di Namur             |                           |  |  |       |  |  |                         |  |  |                       |  |
|                         | Teodorico II di Lorena | Gerardo di Lorena           |                           |  |  |       |  |  |                         |  |  |                       |  |
|                         | Teodorico II di Lorena | Gerardo di Lorena           |                           |  |  |       |  |  |                         |  |  |                       |  |
|                         | Teodorico II di Lorena | Edvige di Namur             |                           |  |  |       |  |  |                         |  |  |                       |  |
| Simone I di Lorena      | Teodorico II di Lorena |                             |                           |  |  |       |  |  |                         |  |  |                       |  |
|                         |                        | Edvige di Formbach          | Federico di Formbach      |  |  |       |  |  |                         |  |  |                       |  |
|                         |                        | Edvige di Formbach          | Federico di Formbach      |  |  |       |  |  |                         |  |  |                       |  |
|                         |                        | Edvige di Formbach          | …                         |  |  |       |  |  |                         |  |  |                       |  |
| Agata di Lorena         |                        | Edvige di Formbach          |                           |  |  |       |  |  |                         |  |  |                       |  |
|                         |                        | Enrico III Conte di Lovanio | …                         |  |  |       |  |  |                         |  |  |                       |  |
|                         |                        | Enrico III Conte di Lovanio | …                         |  |  |       |  |  |                         |  |  |                       |  |
|                         |                        | Enrico III Conte di Lovanio | …                         |  |  |       |  |  |                         |  |  |                       |  |
| Adelaide di Lovanio     |                        | Enrico III Conte di Lovanio |                           |  |  |       |  |  |                         |  |  |                       |  |
|                         |                        | Gertrude delle Fiandre      | …                         |  |  |       |  |  |                         |  |  |                       |  |
|                         |                        | Gertrude delle Fiandre      | …                         |  |  |       |  |  |                         |  |  |                       |  |
|                         |                        | Gertrude delle Fiandre      | …                         |  |  |       |  |  |                         |  |  |                       |  |
|                         |                        | Gertrude delle Fiandre      |                           |  |  |       |  |  |                         |  |  |                       |  |

### Fonti primarie
- (LA)  Monumenta Germaniae Historica, Scriptores, tomus IX.
- (LA)  Monumenta Germaniae Historica, Scriptores, tomus XVI.
- (LA)  Monumenta Germaniae Historica, Scriptores, tomus XX.
- (LA)  Monumenta Germaniae Historica, Scriptores, tomus XXIII.
- (LA)  Monumenta Germaniae Historica, Scriptores, tomus XXI.
- (LA)  Bibliotheca Rerum Germanicarum, Tome I.
- (LA)  Recueil des chartes de l'abbaye de Cluny. Tome 5.
- (LA)  Lettre touchant Beatrix comtesse de Chalon.
- (LA)  Obituaires de la province de Sens. Tome 1 / Tome 1 / Partie 1.
- (LA)  Necrologium ecclesiæ sancti Petri Matisconensis.

### Letteratura storiografica
- (FR)  Histoire générale et particulière de Bourgogne.
- (DE)  Regestendatenbank.
- Ugo Balzani, "L'Italia tra il 1125 e il 1152", cap. XXIII, vol. IV (La riforma della chiesa e la lotta fra papi e imperatori) della Storia del Mondo Medievale, 1979, pp. 801–822.
- Federico A. Rossi di Marignano, "Federico Barbarossa e Beatrice di Borgogna. Re e regina d'Italia", Oscar Mondadori 2009.
- Austin Lane Poole, "Federico Barbarossa e la Germania", cap. XXIV, vol. IV (La riforma della chiesa e la lotta fra papi e imperatori) della Storia del Mondo Medievale, 1979, pp. 823–858.
- Ugo Balzani, "Federico Barbarossa e la Lega lombarda", cap. XXV, vol. IV (La riforma della chiesa e la lotta fra papi e imperatori) della Storia del Mondo Medievale, 1979, pp. 859–904.
- Paul Fournier, "Il regno di Borgogna o d'Arles dal XI al XV secolo", cap. XI, vol. VII (L'autunno del Medioevo e la nascita del mondo moderno) della Storia del Mondo Medievale, 1981, pp. 383–410.